# Appleton (cràter)
Appleton és un cràter d'impacte molt erosionat que es troba a l'hemisferi nord de la cara oculta de la Lluna. Cap al nord-oest hi ha els cràters Von Neumann i Campbel. El cràter Golovin, més petit, es troba a nord-est, mentre que més al sud-oest es localitza la Mare Moscoviense.

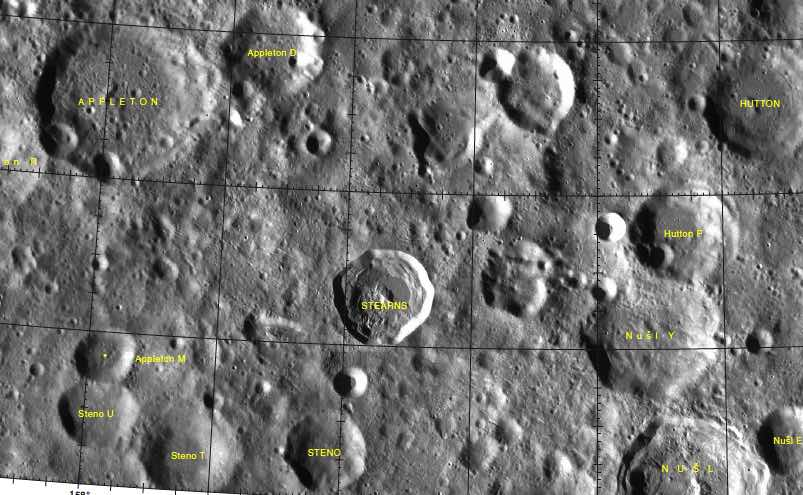
Localització de Appleton (part superior esquerra de la imatge)
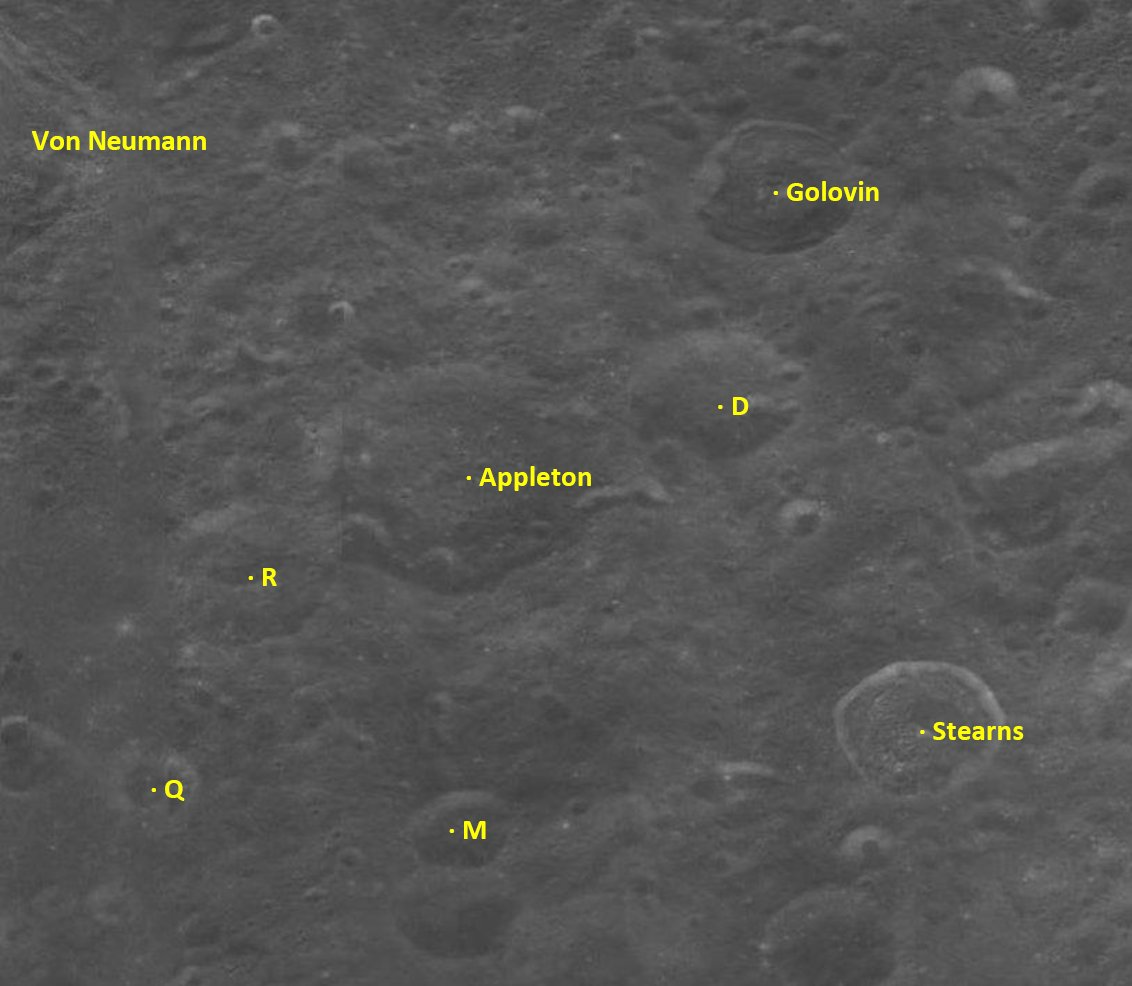
Cràters satèl·lit
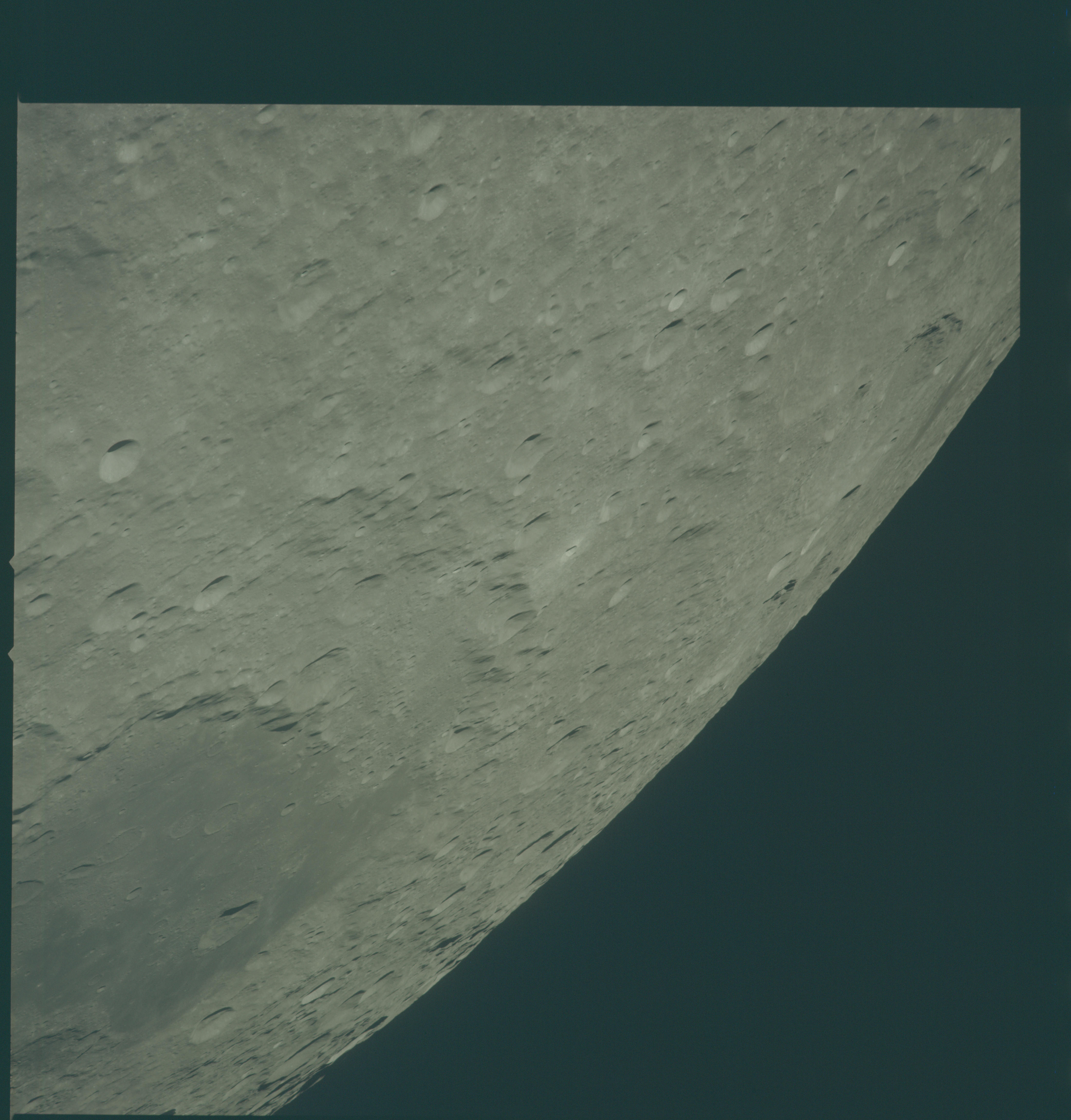
Appleton vist des de l'Apollo 13

La paret del cràter i l'interior han estat fortament erosionats per molts impactes posteriors, deixant les característiques empremtes arrodonides i irregulars. Un parell de cràters s'estenen més enllà de la vora sud-oest, i dos petits cràters més jeuen al llarg de la vora oriental. El sòl interior és irregular i conté molts petits cràters.
Appleton es troba entre un parell de cràters satèl·lit que estan situats en costats oposats de la vora, formant una formació triple. Appleton R es troba just a l'oest-sud-oest, i conté un altre cràter just a l'interior de la seva vora nord. A la banda oposada d'Appleton es troba Appleton D, una formació de grandària comparable a Appleton R.

## Cràters satèl·lit
Per convenció aquests elements són identificats en els mapes lunars posant la lletra en el costat del punt central del cràter que està més proper a Appleton .
| Appleton | Coordenades                            | Diàmetre |
| -------- | -------------------------------------- | -------- |
| D        | 38° 00′ N, 160° 36′ E / 38.0°N,160.6°E | 37 km    |
| M        | 33° 54′ N, 158° 18′ E / 33.9°N,158.3°E | 21 km    |
| Q        | 34° 18′ N, 155° 18′ E / 34.3°N,155.3°E | 26 km    |
| R        | 36° 12′ N, 156° 12′ E / 36.2°N,156.2°E | 39 km    |